# Абдулла Джумаан ад-Дусарі
Абдулла Джумаан ад-Дусарі (араб. عبدالله الجمعان الدوسري, нар. 10 листопада 1977) — саудівський футболіст, що грав на позиції нападника.
Виступав, зокрема, за клуб «Аль-Гіляль», а також національну збірну Саудівської Аравії.

## Клубна кар'єра
У дорослому футболі дебютував 1998 року виступами за команду клубу «Аль-Гіляль» з Ер-Ріяду, в якій провів вісім сезонів і разом із командою став двічі чемпіоном Саудівської Аравії, чотири рази володарем Кубка наслідного принца Саудівської Аравії, один раз володарем Кубка Саудівської Федерації футболу і двічі володарем Кубка принца Фейсала з футболу, а також переможцем Ліги чемпіонів АФК, Кубка володарів кубків Азії з футболу, Суперкубка Азії з футболу, Арабського кубка володарів кубків з футболу, Арабського суперкубка з футболу і Саудівсько-Єгипетського суперкубку з футболу.
Протягом 2007—2007 років захищав кольори команди клубу «Аль-Аглі».
Завершив професійну ігрову кар'єру у клубі «Аль-Гіляль», у складі якого вже виступав раніше. Прийшов до команди 2007 року, захищав її кольори до припинення виступів на професійному рівні у тому ж році.

## Виступи за збірну
2000 року дебютував в офіційних матчах у складі національної збірної Саудівської Аравії. Протягом кар'єри у національній команді, яка тривала 7 років, провів у формі головної команди країни 20 матчів, забивши 9 голів.
У складі збірної був учасником кубка Азії з футболу 2000 року у Лівані, де разом з командою здобув «срібло», чемпіонату світу 2002 року в Японії і Південній Кореї.

## Титули і досягнення
- Срібний призер Кубка Азії: 2000